# Heinrich Retschury
Heinrich Retschury (né le 5 janvier 1887 à Vienne (Autriche) et mort le 15 décembre 1944  à Vienne (Autriche)) était un footballeur, entraîneur et arbitre autrichien.

## Carrière de joueur
En tant que défenseur, Heinrich Retschury fut international autrichien à six reprises entre 1908 et 1909, et fit partie des joueurs sélectionnées pour les JO 1912, bien qu'il ne joua aucune minute dans ce tournoi. L'Autriche termina sixième du tournoi. Il joua de 1906 à 1912 avec le club de First Vienna FC, mais il ne remporta aucun titre.

## Carrière de sélectionneur
Après sa carrière de joueur, il fut responsable de la sélection autrichienne de 1914 à 1919 et en 1937 (intérim arrêté du fait de l'Anschuluss). Il avait réussi à qualifier l'Autriche pour la Coupe du monde de football de 1938, mais l'Autriche ne put y participer à cause de l'Anschluss.

## Carrière d'arbitre
Heinrich Retschury fut aussi arbitre de football dès 1914, puis officia lors des Jeux olympiques de 1924, arbitrant trois matchs (dont le match pour la troisième place). Il continua ensuite jusqu'en 1932.